# Summit (Utah)
Summit es un lugar designado por el censo situado en el condado de Iron, Utah  (Estados Unidos). Según el censo de 2010 tenía una población de 160 habitantes.

## Demografía
Según el censo de 2010, Summit tenía una población en la que el 92,5% eran blancos, 0,0% afroamericanos, 3,1% amerindios, 0,0% asiáticos, 0,0% isleños del Pacífico, el 3,1% de otras razas, y el 1,3% pertenecían a dos o más razas. Del total de la población el 8,1% eran hispanos o latinos de cualquier raza.